# 政治問題
政治問題（せいじもんだい）とは、政治の上で社会問題など汎社会的な懸案事項となっている現象や、施政や政策決定の上で考慮を求められる問題事項のこと。
その下位には外交問題（がいこうもんだい）など様々な枠も存在する。

## 概要
政治問題は、政治家の疑獄事件（→賄賂）など政治家個人の問題から、政策の失敗のような政府の信用問題に至るまで、また教育政策から外交に至るまで多岐に及び、しばしば社会問題の一端に絡んでくる。
これら政治にまつわる問題では、施政者の側も模索を繰り返している分野も多く、こういった未解決案件はなかなか打開策が見出せない部分は社会問題同様である。その一方で一部の政治家が起こした行動ないし事件が政治に対する不信感に発展するなどした場合、その政治家が身を寄せている政党から切り捨てられる（いわゆる「トカゲの尻尾切り」）ようなこともままあり、政治に携わる側の倫理観と大衆の倫理観の間に埋め難い溝となってしまう場合も見られる。
民主主義社会では政治問題がそのまま施政者の取捨選択に直結する。

## 政治問題と社会現象
政治問題に絡んでは、封建制など施政者の選択に民衆が直接的に関与していない場合、社会的な不満が暴動なりクーデターなりによって爆発する傾向が見られる。いわゆる革命も勘定に入れると、その例は歴史上に数多く存在する。